# Шена (провінція Больцано)
Шена (італ. Scena) — муніципалітет в Італії, у регіоні Трентіно-Альто-Адідже,  провінція Больцано.
Шена розташована на відстані близько 550 км на північ від Рима, 70 км на північ від Тренто, 24 км на північний захід від Больцано.

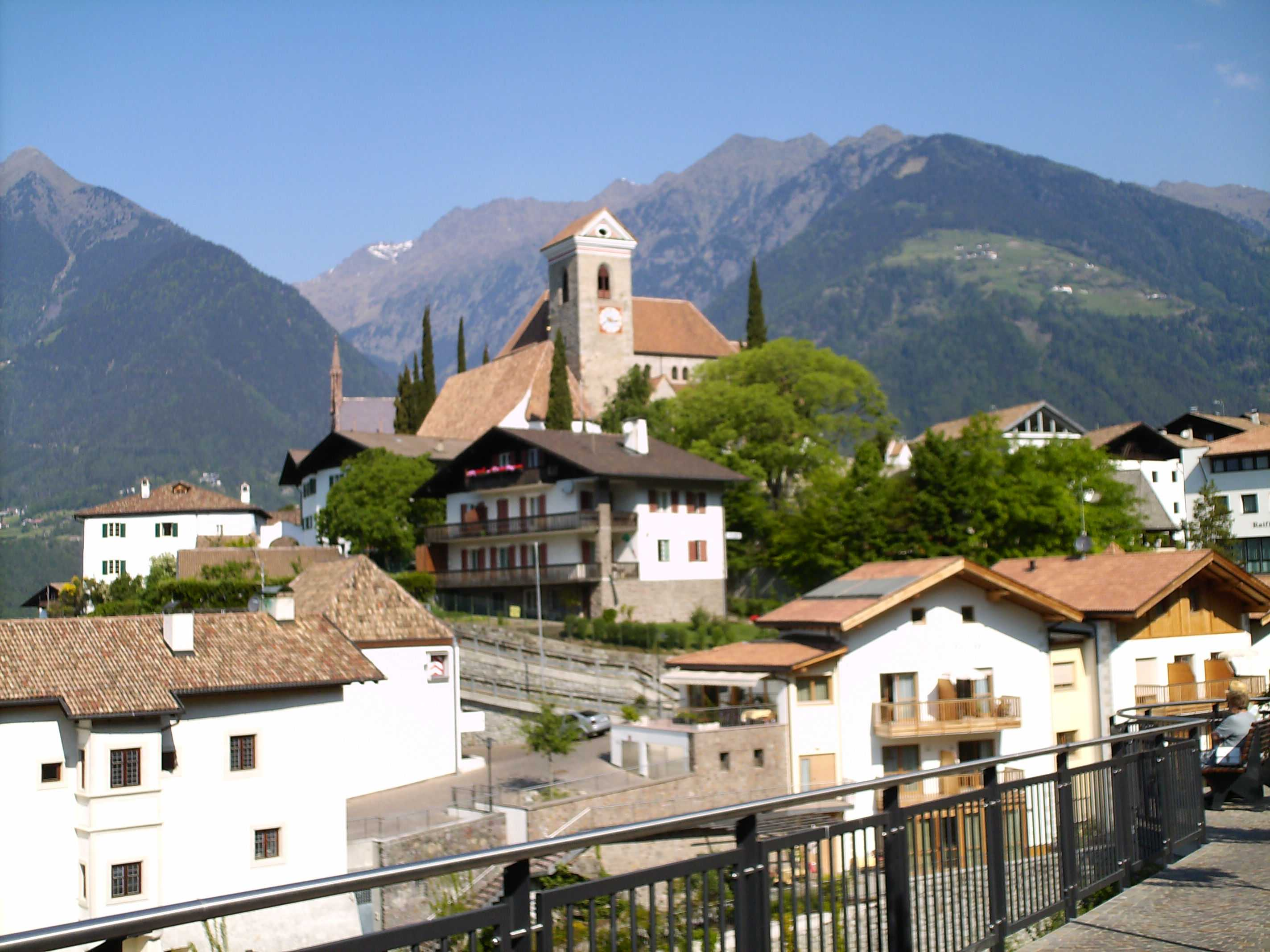

Населення — 2893 особи (2014).

## Демографія
Населення за роками:

Станом на 1 січня 2023 року в муніципалітеті офіційно проживало 259 іноземців з 35 країн, серед них 143 громадяни країн Євросоюзу та 6 громадян України.

## Сусідні муніципалітети
- Авеленго
- Каїнес
- Мерано
- Рифьяно
- Сан-Леонардо-ін-Пассірія
- Сарентіно
- Тіроло